# PetroCaribe
Petrocaribe est un accord de coopération énergétique entre les pays des Caraïbes et le Venezuela. Ce dernier, premier pays exportateur de pétrole brut latino-américain, permet aux pays membres de PetroCaribe de lui acheter le pétrole à des conditions de paiement préférentielles. Cette alliance est créée le 29 juin 2005 par 13 pays, et regroupe actuellement 18 pays.

## Histoire
Douze des quinze membres du Caricom, plus Cuba et la République dominicaine, signent l'accord de départ le 29 juin 2005, puis créent l'alliance le 7 septembre 2005. Les membres originaux en étaient : Antigua-et-Barbuda, les Bahamas, le Belize, Cuba, la République dominicaine, la Dominique, la Grenade, Guyana, la Jamaïque, Nicaragua, le Suriname, Sainte-Lucie, Saint-Christophe-et-Niévès et Saint-Vincent-et-les-Grenadines.
Les seuls pays du Caricom n'ayant pas signé l'accord sont la Barbade et Trinité-et-Tobago. Ils ne faisaient pas partie des pays invités car le Venezuela ne reconnaissait pas le gouvernement mis en place dans ce pays par les États-Unis d'Amérique[Information douteuse]. Il rejoindra finalement l'alliance en avril 2006 après l'élection du président René Préval.
Le Honduras rejoint l'alliance en mars 2008, le Congrès entérinant à la majorité simple l'initiative du président Manuel Zelaya.
Le 3 juillet 2011, le président vénézuélien Hugo Chávez a annoncé la suspension de l'envoi de pétrole vers le Honduras, pour faire pression sur les responsables du coup d’État qui a évincé le président Manuel Zelaya.
Les États-Unis ont exercé de multiples pressions pour essayer d’empêcher les pays latino-américains d’adhérer à PetroCaribe. Les câbles divulgués par WikiLeaks indiquent que, même si les diplomates américains reconnaissaient dans des discussions privées les bénéfices économiques de cet accord pour les pays membres, ils craignaient que PetroCaribe n’accroisse l’influence politique du Venezuela.
L’ambassade américaine à Haïti a travaillé en relation avec de grandes compagnies pétrolières pour tenter d’empêcher le gouvernement du président René Préval de rejoindre PetroCaribe, tout en reconnaissant que « cela permettrait d’économiser 100 millions de dollars par an ».
L'accord concernant Haïti a donné lieu à une retentissante affaire de corruption dans ce pays. Entre 2008 et 2018, Haïti s'est ainsi procuré du pétrole à un taux préférentiel tout en bénéficiant de facilités de paiements. En vertu de cet accord, Haïti revendait plus cher une partie du pétrole aux compagnies locales, les bénéfices devant ensuite servir à financer des projets sociaux et de développement. Pourtant, des responsables politiques et des hommes d'affaires, en particulier pendant les mandats présidentiels de Michel Martelly et de Jovenel Moïse, ont détourné à leur profit la plus grande partie de ces bénéfices. La plupart des projets sociaux imaginés au départ sont demeurés inachevés. Les révélations concernant ce système de corruption ont contribué à déclencher les manifestations de 2019-2020 en Haïti.

## Membres

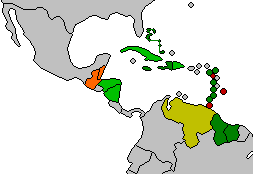
Venezuela
Membre de l'alliance Petrocaribe
Membre du Caricom ne faisant pas partie de l'alliance

| Pays                            | Année d'adhésion |
| ------------------------------- | ---------------- |
| Antigua-et-Barbuda              | 2005             |
| Bahamas                         | 2005             |
| Belize                          | 2005             |
| Cuba                            | 2005             |
| République dominicaine          | 2005             |
| Dominique                       | 2005             |
| Grenade                         | 2005             |
| Guyana                          | 2005             |
| Jamaïque                        | 2005             |
| Nicaragua                       | 2005             |
| Suriname                        | 2005             |
| Sainte-Lucie                    | 2005             |
| Saint-Christophe-et-Niévès      | 2005             |
| Saint-Vincent-et-les-Grenadines | 2005             |
| Haïti                           | 2008             |
| Honduras                        | 2008             |

## Accord similaire
Un schéma similaire a été mis en place en 2005 entre le Venezuela et certains États américains, comme le Massachusetts, par lequel le Venezuela fournissait du fioul 40 % en dessous des prix du marché pour alimenter les foyers de familles amérindiennes pendant l'hiver à travers sa filiale américaine, CITGO. En 2019, l'administration Trump interdit tout achat de pétrole vénézuélien sous peine de sanctions.